# Sochaczew
Sochaczew je město v Polsku v Mazovském vojvodství v okrese Sochaczew, ležící 50 km západně od Varšavy na soutoku řek Bzura a Utrata. Nachází se na Łowicko-błońské planině a nedaleko něj se rozkládá Kampinoský národní park. V roce 2024 zde žilo 33 456 obyvatel.

## Historie
Poprvé je Sochaczew zmiňován v roce 1138, kdy v místním klášteře zemřel Boleslav III. Křivoústý. K roku 1221 zde byl hrad s kastelánem, v roce 1368 se o Sochaczewu píše jako o městě a od roku 1476 byl královským městem. Židovské osídlení je doloženo od roku 1427 a mezi světovými válkami tvořili židé téměř polovinu obyvatel. Žili zde chasidský rabín Avrohom Bornsztain a spisovatel v jazyce jidiš Ojzer Warszawski. 

## Hospodářství
V roce 1925 vznikla továrna na umělá vlákna Chemitex, která ukončila činnost roku 1999. Sídlí zde kosmetická firma Verona Products Professional a polská pobočka firmy Mars. Sochaczew je také významnou silniční a železniční křižovatkou. Byly zde objeveny horké prameny a plánuje se výstavba geotermální elektrárny.

## Kultura
Ve městě se nachází muzeum úzkokolejné železnice a muzeum bitvy na Bzuře. Barokní kostel Narození Panny Marie pochází z roku 1783. Radnice byla postavena roku 1828 a projektoval ji Bonifacy Witkowski. Od roku 1993 se koná mezinárodní festival hudby Frederyka Chopina, který se narodil v nedaleké vsi Żelazowa Wola. 

## Městské části
- Boryszew
- Boryszew-Zatorze
- Cebulkowo
- Centrum
- Chodaków
- Czerwonka
- Karwowo
- Kistki
- Malesin
- Piłsudskiego (Ogrody)
- Pokoju
- Rozlazłów
- Trojanów
- Viktoria
- Wypalenisko
- Zwierzyniec